# Saint-Erme-Outre-et-Ramecourt
Saint-Erme-Outre-et-Ramecourt ist eine französische Gemeinde mit 1.700 Einwohnern (Stand: 1. Januar 2022) im Département Aisne in der Region Hauts-de-France; sie gehört zum Arrondissement Laon und zum Kanton Villeneuve-sur-Aisne. Die Einwohner werden Saint-Ermois und Saint-Ermoises genannt.

## Geografie
Die Gemeinde Saint-Erme-Outre-et-Ramecourt liegt am Nordostrand des Höhenzuges Chemin des Dames, 20 Kilometer ostsüdöstlich von Laon und 27 Kilometer nordnordwestlich von Reims. Durch das Gemeindegebiet führt die Autoroute A26. Unmittelbar nordöstlich der Gemeinde schließt sich der Truppenübungsplatz Camp de Sissonne an. Durch die Gemeinde führt die Autoroute A26. Nachbargemeinden von Saint-Erme-Outre-et-Ramecourt sind Montaigu im Norden, Sissonne im Nordosten, Amifontaine im Osten und Südosten, Goudelancourt-lès-Berrieux im Süden, Saint-Thomas im Südwesten, Courtrizy-et-Fussigny im Westen sowie Mauregny-en-Haye im Nordwesten.

## Geschichte
Der Ortsname Saint-Erme leitet sich vom heiligen Ermin von Lobbes (7./8. Jahrhundert) ab, der hier in der kleinen Ortschaft Hérly geboren wurde. Die drei vormals eigenständigen Gemeinden Saint-Erme, Outre und Ramecourt wurden 1802 zusammengeschlossen.

### Bevölkerungsentwicklung
| Jahr                       | 1962 | 1968 | 1975 | 1982 | 1990 | 1999 | 2006 | 2019 |
| Einwohner                  | 1522 | 1578 | 1791 | 1818 | 1867 | 1861 | 1827 | 1716 |
| Quellen: Cassini und INSEE |      |      |      |      |      |      |      |      |

## Sehenswürdigkeiten
- Kirche Saint-Erme mit Elementen aus dem 11. Jahrhundert, Monument historique
- Kirche Saint-Géry in Outre aus dem 17. Jahrhundert
- Kirche Saint-Théodulphe in Ramecourt aus dem 12. Jahrhundert mit wesentlichen Umbauten aus dem 19. Jahrhundert
- Friedhöfe
- zahlreiche Wegekreuze
- ehemaliges Waschhaus (Lavoir)

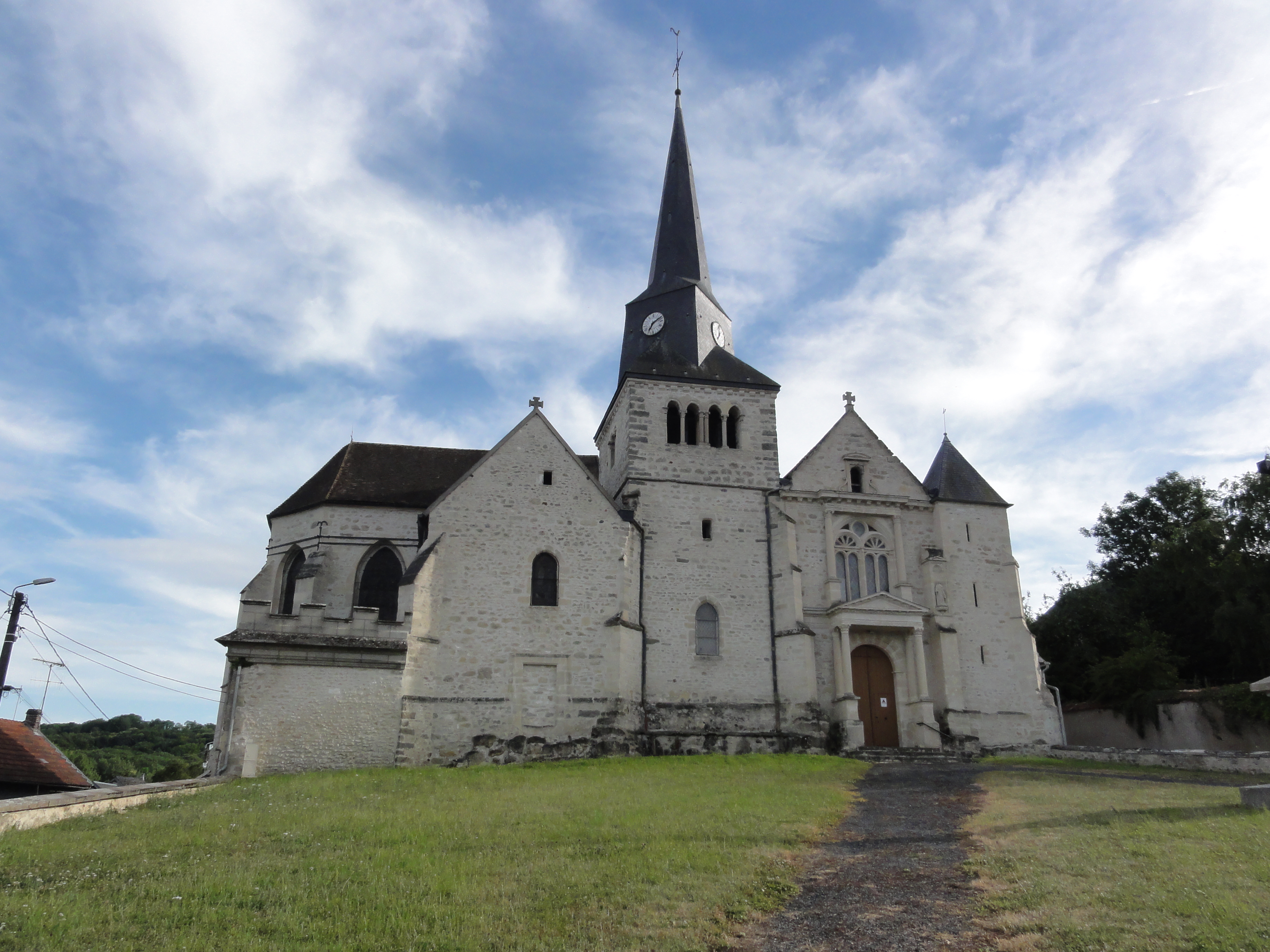
Kirche Saint-Erme
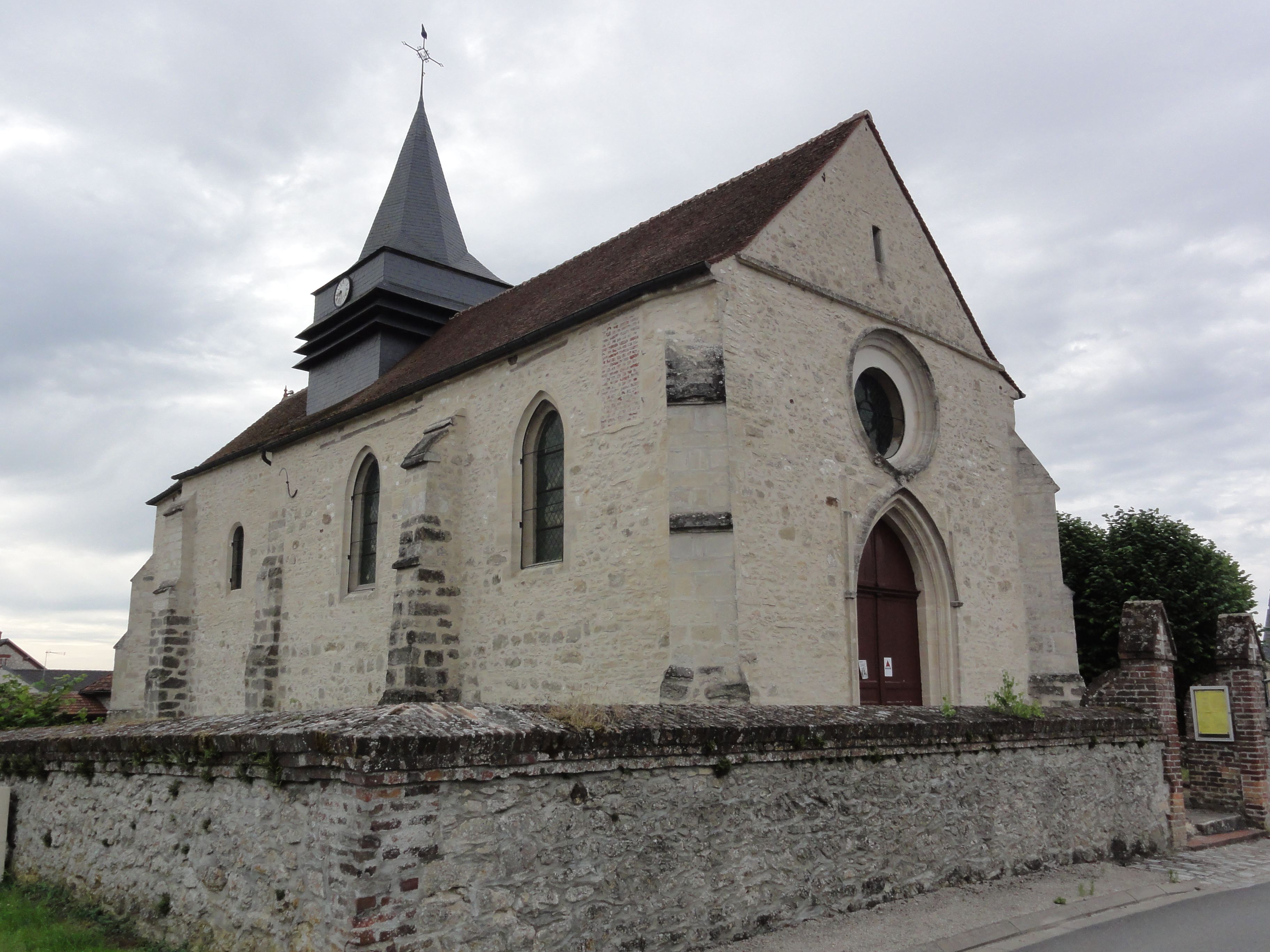
Kirche Saint-Géry
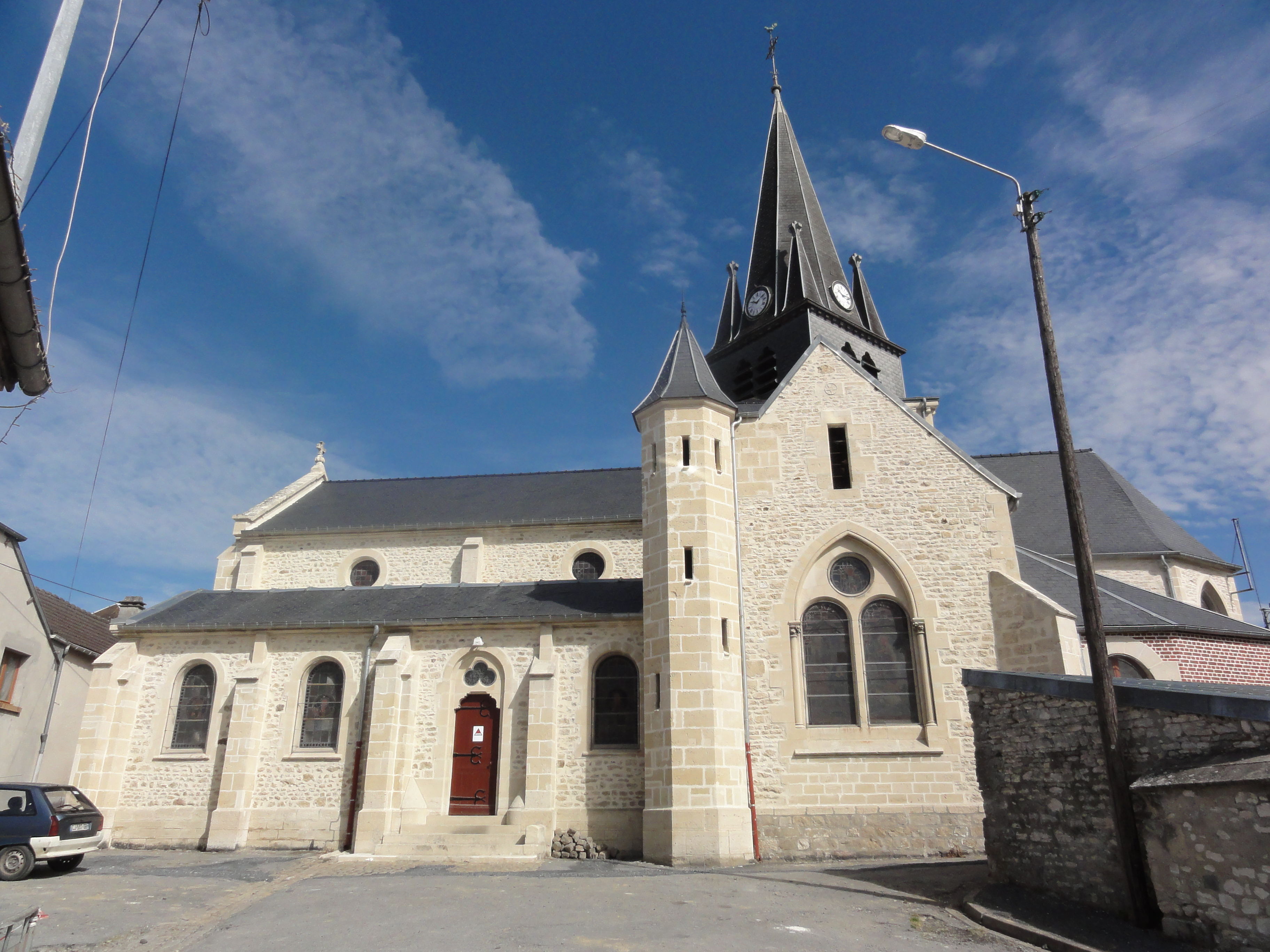
Kirche Saint-Théodulphe
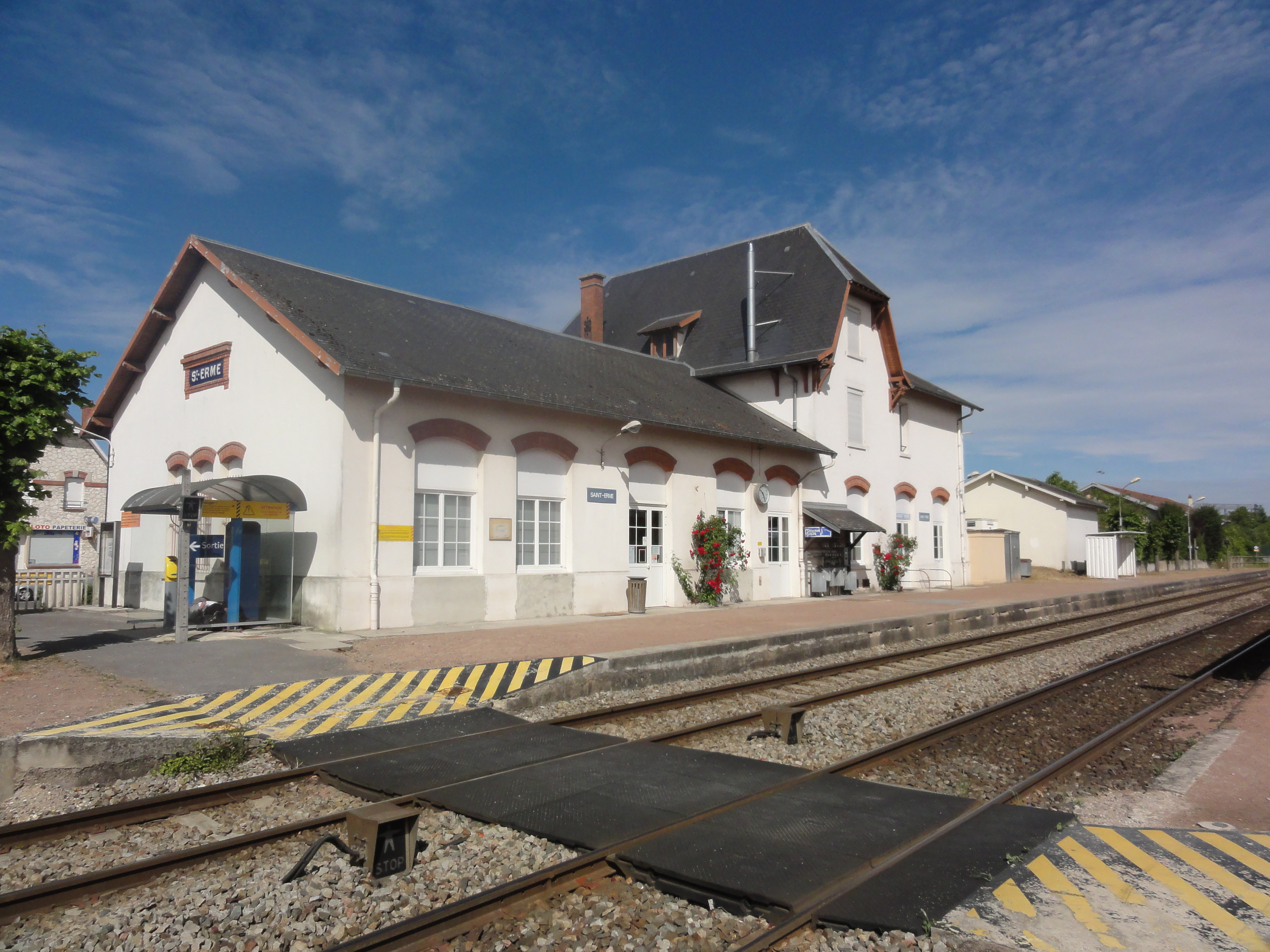
Bahnhof
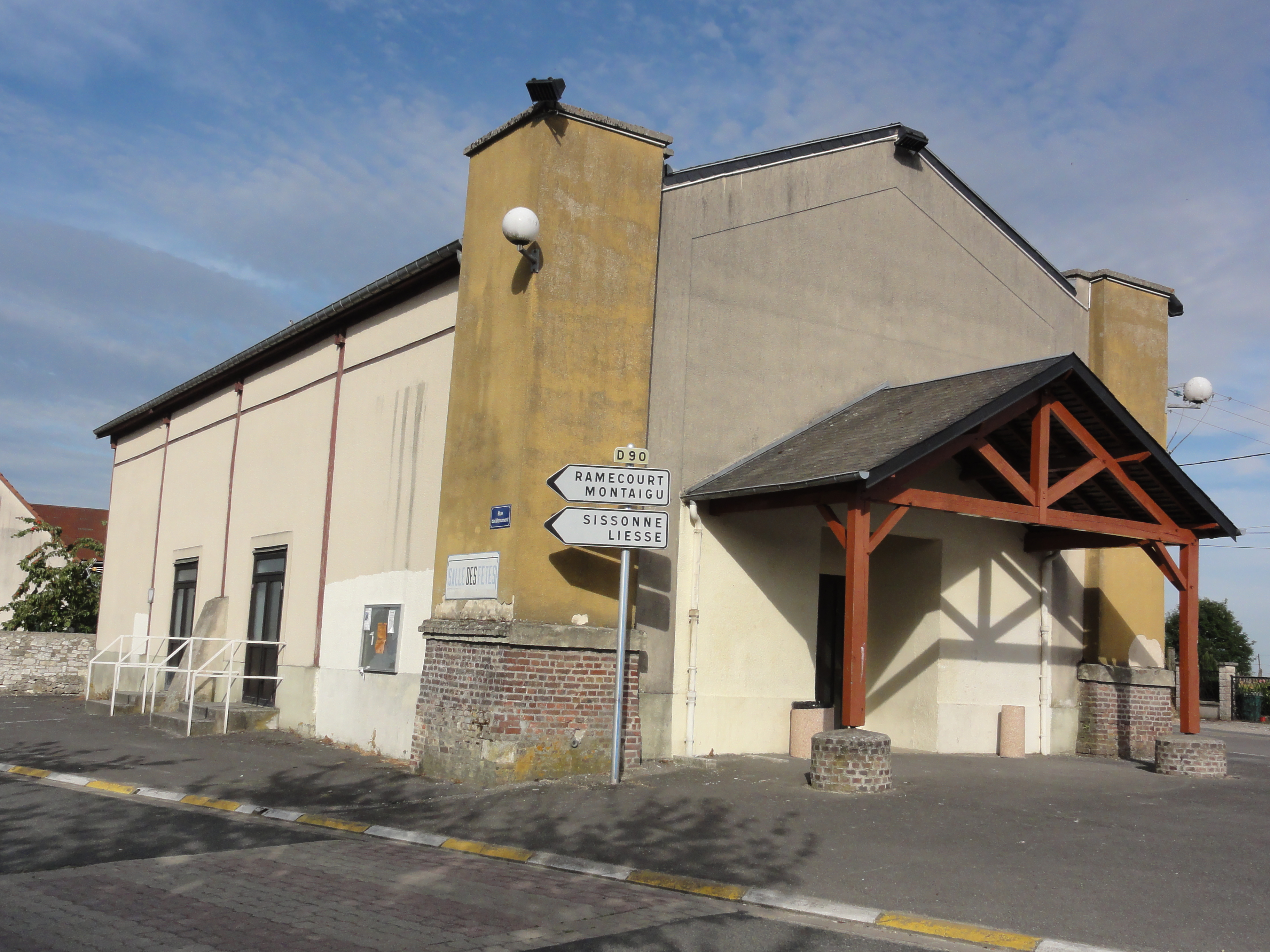
Gemeindefesthalle
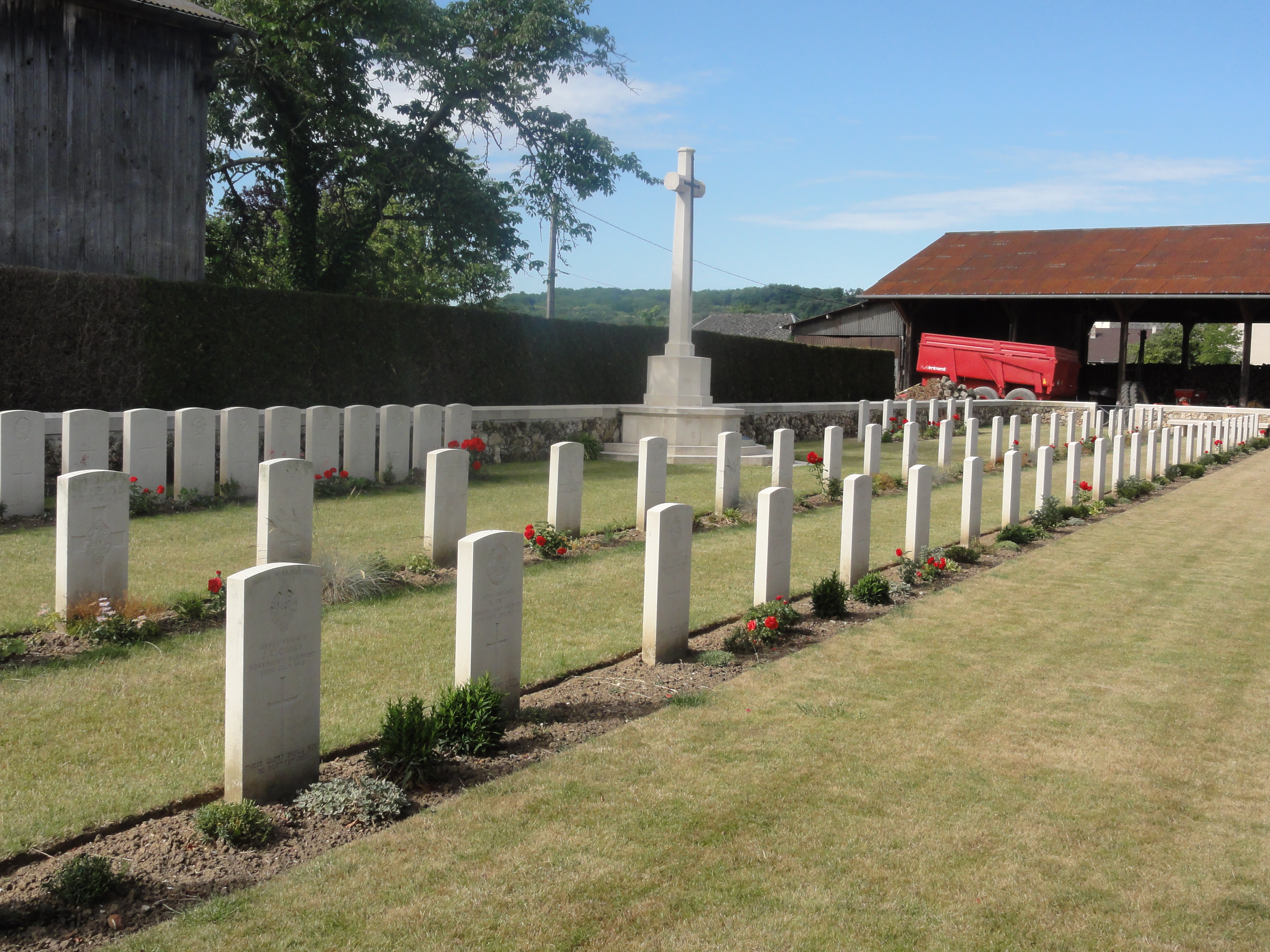
Britische Soldatengräber
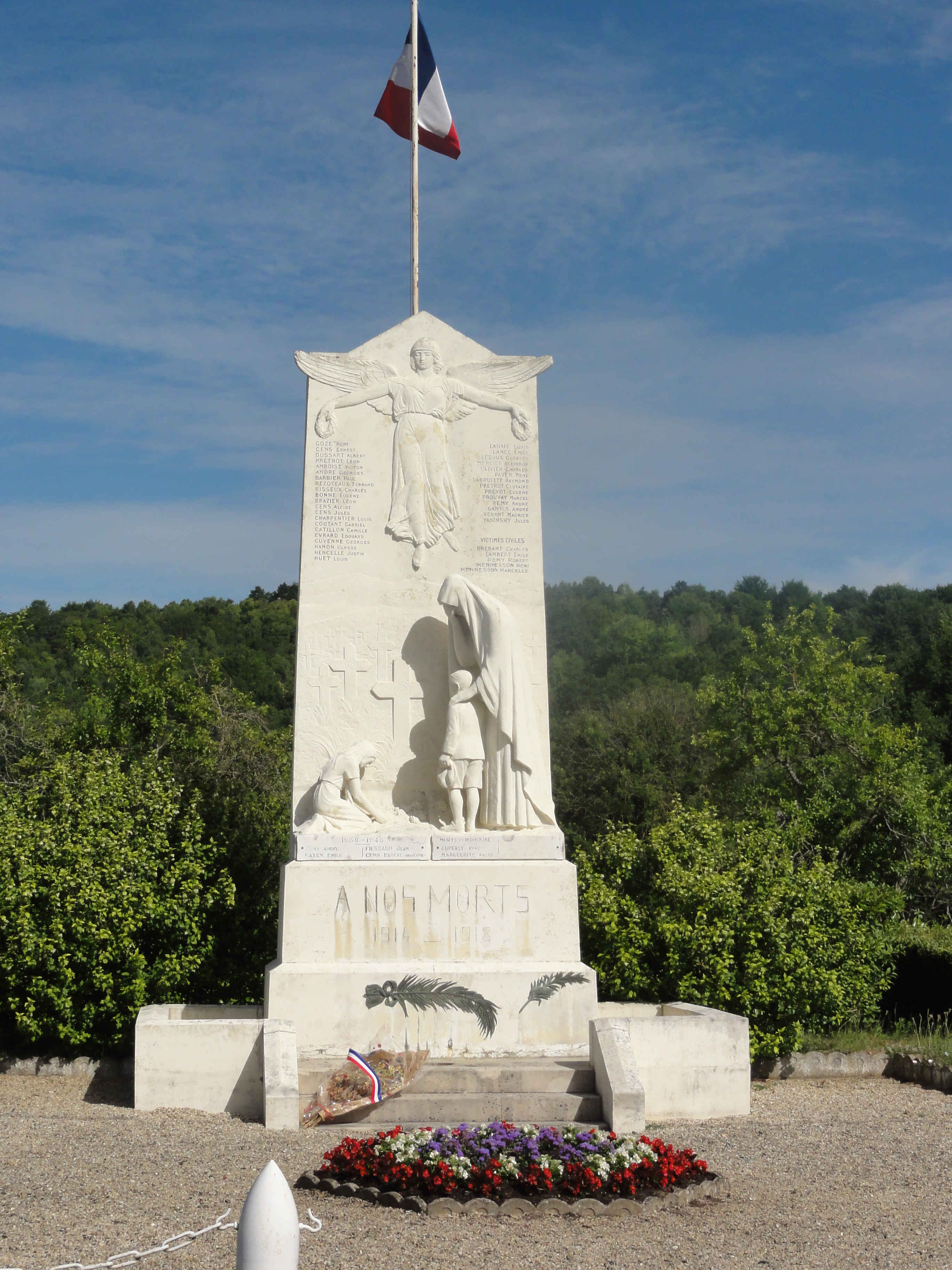
Gefallenendenkmal in Saint-Erme